# Kubánské konvertibilní peso
Kubánské konvertibilní peso (španělsky peso cubano convertible, množné číslo pesos) byla mezi roky 1994 a 2020 jednou ze dvou oficiálních měn Kuby souběžně s kubánským pesem. Lidové pojmenování konvertibilního pesa je „chavito“ (čti čavito). Jeho ISO 4217 kód je CUC. Název peso měla tato měna společný s měnami několika dalších států, které bývaly španělskými koloniemi. Jedna setina pesa se nazývá „centavo“. Do oběhu bylo konvertibilní peso zavedeno v listopadu 1994. Konvertibilní peso sloužilo především k platbě luxusního zboží a služeb, bylo využíváno hlavně turisty. 
Od roku 2005 byl směnný kurs  mezi „národním“ (CUP) a „konvertibilním“ (CUC) pesem stanoven Centrální bankou Kuby na 1 CUC = 24 CUP pro prodej konvertibilního pesa, repektive 1 CUC = 25 CUP pro nákup konvetibilního pesa. V prosinci 2020 bylo oznámen plán na zrušení konvertibilního pesa. Proces jeho stahování z oběhu začal 1. ledna 2021. Platnost hotovosti v konvertibilních pesech byla ukončena 30. prosince 2021. Sjednocení měn vedlo k výrazné devalvaci kubánského pesa.

## Směnitelnost
Přestože má měna v názvu slovo konvertibilní, nejednalo se o volně směnitelnou měnu. Směna valut za peso je možná pouze přímo na Kubě. Do 8. listopadu 2004 byl na Kubě používán jako druhá měna americký dolar (USD). Od svého uvedení do 9. dubna 2005 mělo konvertibilní peso paritní hodnotu s dolarem tzn. 1 CUC = 1 USD. Od dubna 2005 do 13. března 2011 byl pevný směnný kurs upraven na 1 CUC = 1,08 USD. 14. března 2011 byl pevným směnný kurz mezi pesem a dolarem vrácen na prvotní hodnotu 1 CUC = 1 USD . Při výměně dolarů za pesa byla navíc účtována zvláštní přirážka 10% interpretovaná jako riziko Kuby za použití embargované měny. 

## Mince a bankovky
- Mince konvertibilního pesa mají hodnoty 1, 5, 10, 25, 50 centavos a 1 a 5 pesos.[7]
- Nominální hodnoty bankovek v oběhu jsou 1, 3, 5, 10, 20, 50 a 100 pesos.[8]